# 室戶市
室戶市（日语：／ Muroto shi */?）是位於日本高知縣東南部的城市，也是縣內及北海道以外人口最少的城市。境內約87%的面積被山林覆蓋，當地人口主要集中在國道55號沿線。位於南端的室戶岬於1927年被選為日本新八景之一，並於1964年被列入室戶阿南海岸國定公園的範圍內，室戶市全區則於2011年被認定為世界地質公園。當地在江戶時代以捕鯨而聞名，但隨著周邊鯨魚群的消失，以及國際捕鯨委員會發布的捕鯨管制公約而告終。
四國八十八箇所中的第24號札所最御崎寺、第25號札所津照寺，以及第26號札所金剛頂寺即坐落於境內。

## 地理
四國山地由北到南貫穿轄區内，並在沿海地區形成海岸階地。室戶市在氣候上屬於亞熱帶氣候，整體氣候溫暖潮濕。當地年均溫為16度，年降雨量則超過2000毫米。

## 歷史
當地在大化革新後設置室戶鄉。大同2年(807年)，僧侶空海在室戶地區建立最御崎寺等寺院。之後當地作為東土佐地區的文化中心而開始繁榮。江戶時代，捕鯨為室戶的主要產業。 

### 年表
- 1889年4月1日：實施町村制，現在的轄區在當時分屬：安藝郡室戶村、津呂村、佐喜濱村、吉良川村、羽根村。
- 1910年1月1日：室戶村改制為室戶町。
- 1928年1月1日：津呂村改制為津呂町。
- 1929年10月1日：津呂町改名為室戶岬町。
- 1940年2月11日：吉良川村改制為吉良川町。
- 1943年11月3日：佐喜濱村改制為佐喜濱町。
- 1959年3月1日：室戶町、室戶岬町、佐喜濱町、吉良川町、羽根村合併為室戶市。[11]

### 變遷表
| 1889年4月1日 | 1889年 - 1926年     | 1926年 - 1954年     | 1926年 - 1954年              | 1955年 - 1989年     | 1989年 - 現在       | 現在                |
| ------------ | ------------------- | ------------------- | ---------------------------- | ------------------- | ------------------- | ------------------- |
| 室戶村       | 1910年1月1日 室戶町 | 1910年1月1日 室戶町 | 1910年1月1日 室戶町          | 1959年3月1日 室戶市 | 1959年3月1日 室戶市 | 1959年3月1日 室戶市 |
| 津呂村       | 津呂村              | 1928年1月1日 津呂町 | 1929年10月1日 改名為室戶岬町 | 1959年3月1日 室戶市 | 1959年3月1日 室戶市 | 1959年3月1日 室戶市 |
| 佐喜濱村     | 佐喜濱村            | 佐喜濱村            | 1943年11月3日 佐喜濱町       | 1959年3月1日 室戶市 | 1959年3月1日 室戶市 | 1959年3月1日 室戶市 |
| 吉良川村     | 吉良川村            | 吉良川村            | 1940年2月11日 吉良川町       | 1959年3月1日 室戶市 | 1959年3月1日 室戶市 | 1959年3月1日 室戶市 |
| 羽根村       |                     |                     |                              | 1959年3月1日 室戶市 | 1959年3月1日 室戶市 | 1959年3月1日 室戶市 |

## 人口
截至2024年2月的統計，室戶市是高知縣内人口最少的城市，也是北海道以外的日本46個都道府縣738個城市中人口最少的城市。

## 產業
室戶市的漁業在1960年代達到高峰，但隨後因為第一次石油危機與聯合國海洋法公約明訂的經濟海域範圍限制而受到打擊，許多船隊陸續破產與削減船隻數量，導致當地的漁業開始衰退。目前室戶市的產業結構正從第一級產業轉向第二與第三級產業，但其基礎產業仍然為農業、漁業和開發海洋深層水等產業為主。

## 交通

### 鐵路
室戶內無鐵路通過。原本阿佐線規劃通過轄區内，但此路段尚未開始施工，因此現在的阿佐線在未完成路線的兩端分成阿佐海岸鐵道阿佐東線和土佐黑潮鐵道阿佐線。目前距離市區最近的車站為阿佐線的奈半利車站。

## 觀光
- 室戶岬、中岡慎太郎像

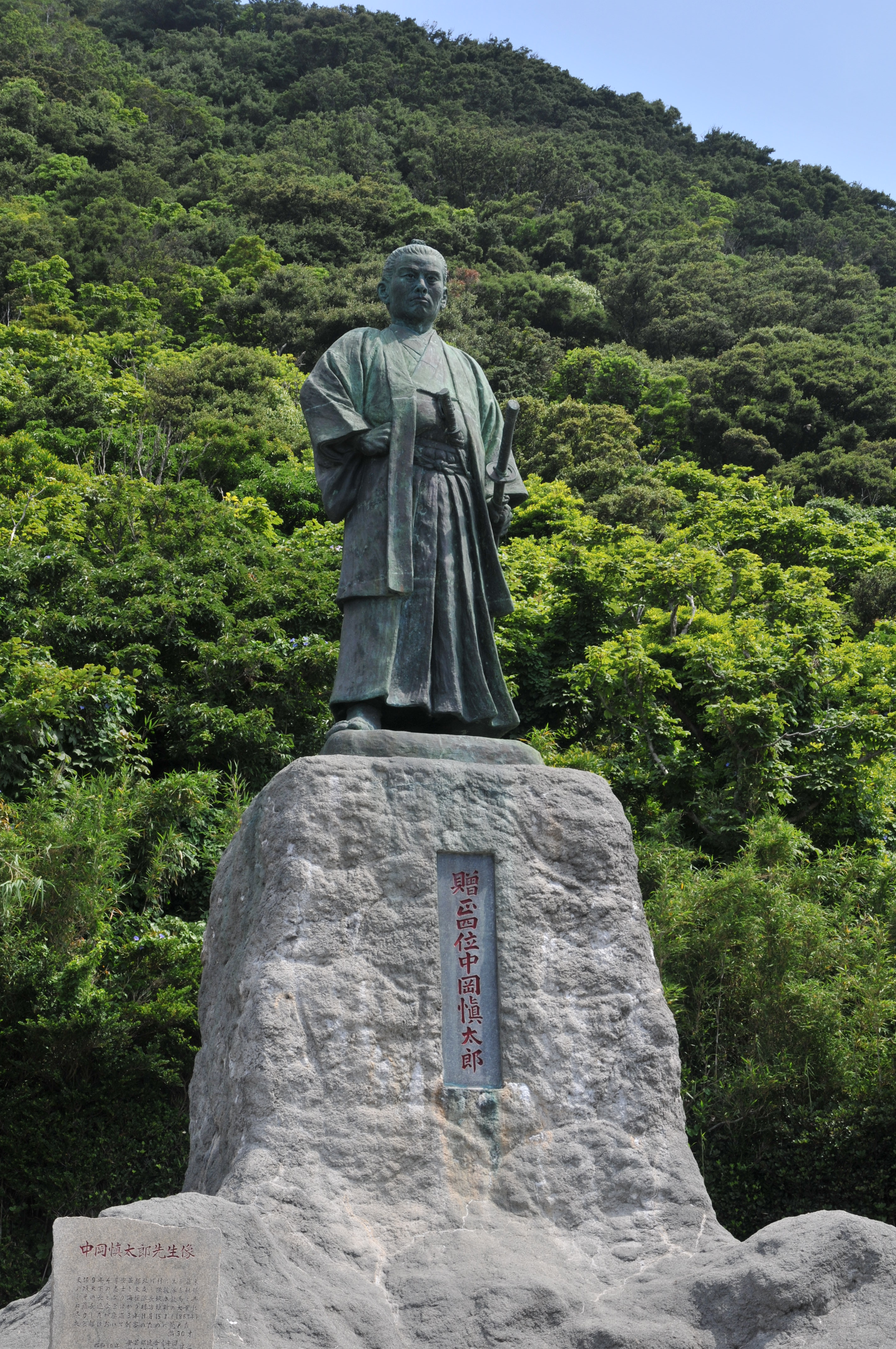
室戶岬中岡慎太郎像

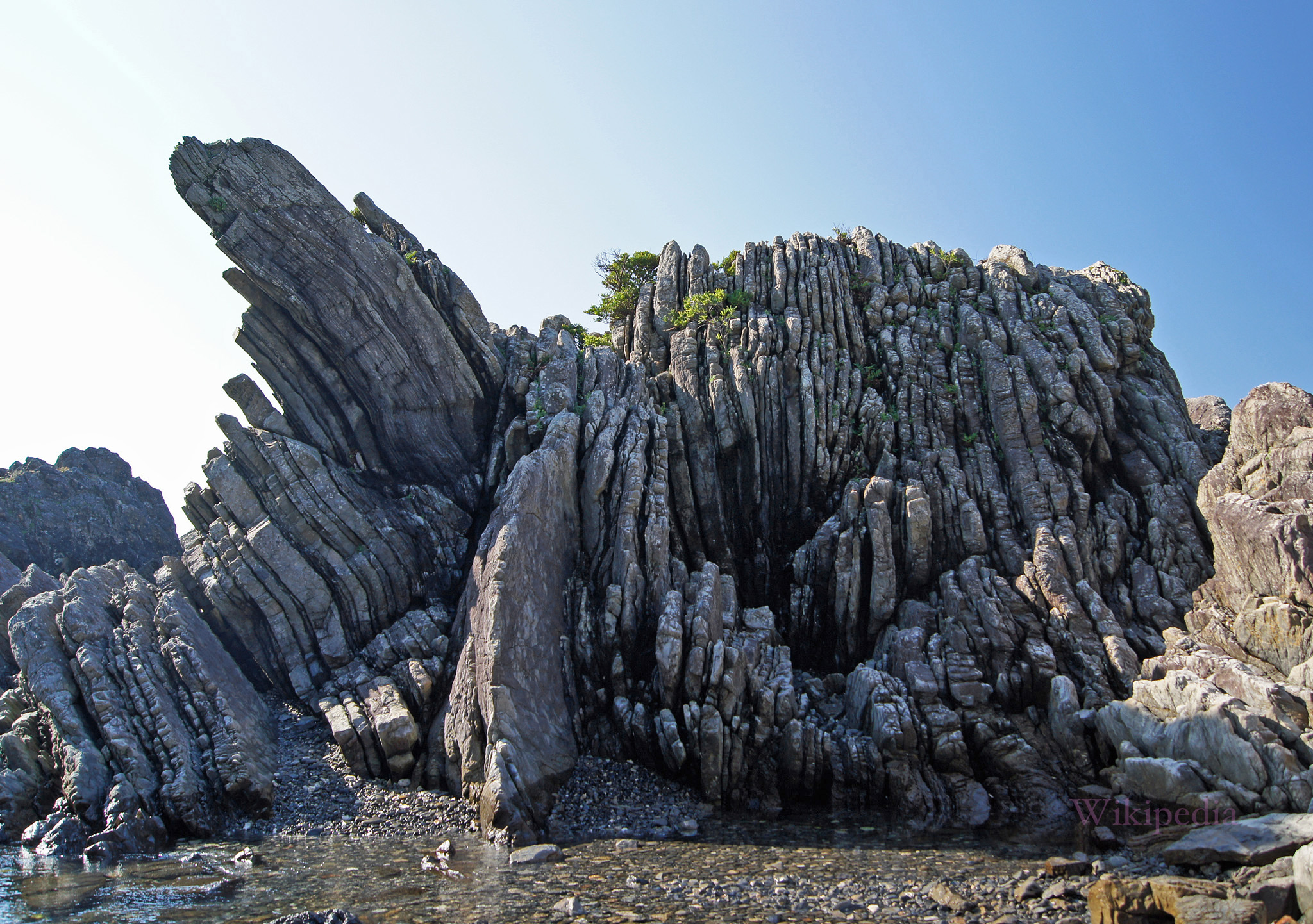
室戶岬海岸岩石景觀

- 吉良川町街道（國家重要傳統的建造物群保存地區)
- 室戶地質公園
- 賞鯨
- 四國八十八箇所第24番札所 室戶山最御崎寺（東寺）
- 四國八十八箇所第25番札所 寶珠山津照寺（津寺）
- 四國八十八箇所第26番札所 龍頭山金剛頂寺（西寺）
- 吉良川的御田祭（奇數年的5月3日舉行，日本三大奇祭之一）
- 佐喜濱八幡宮大祭（毎年10月9日、10日舉行）

## 教育
高等學校
- 高知縣立室戶高等學校

## 姊妹、友好城市

### 海外
- 林肯港（澳洲南澳洲）

## 本地出身之名人
- 朝潮太郎：大相撲力士，前大關、年寄高砂親方
- 久保友之：職業棒球選手、裁判
- 小松剛：職業棒球選手
- 和氣一作：漫畫家

## 外部連結
- （日語） 官方网站
- （日語） 室戶市觀光協會（页面存档备份，存于）
- （日語） 室戶地質公園
- （日語） 室戶市商工會（页面存档备份，存于）
- OpenStreetMap上有關室戶市的地理